# Dilermando Martins da Costa Cruz Filho
Dilermando Martins da Costa Cruz Filho (Juiz de Fora, 1907 — 1971) foi um cardiologista e político brasileiro do estado de Minas Gerais. Foi deputado estadual em Minas Gerais pelo PR de fevereiro de 1947 até 12 de dezembro de 1947, quando renunciou para tomar posse como prefeito municipal de Juiz de Fora, sendo substituído pelo deputado Márcio Prates Ferreira Paulino a partir de 19 de dezembro de 1947.